# Ванга руда
Ванга руда (Schetba rufa) — вид горобцеподібних птахів родини вангових (Vangidae).

## Поширення
Ендемік Мадагаскару. Поширений на заході, півночі та сході острова. Його природними середовищами існування є субтропічний або тропічний сухий ліс, субтропічний або тропічний вологий низинний ліс та субтропічний або тропічний вологий гірський ліс.

## Опис
Невеликий птах, завдовжки 20 см, вагою 30–44 г. Спина і верх хвоста рудувато-червоні, нижня частина тіла біла, ноги світло-сірі. У самця голова, горло, шия і груди чорного кольору з синім відтінком. У самиці чорна лише верхівка голови, шия з широкою сірою смугою, а горло біле. Дзьоб міцний, широкий, блакитно-сірого кольору.

## Спосіб життя
Харчується дрібними та середніми комахами, гусеницями та жуками. Вони шукають їжу в кронах дерев і ловлять літаючих комах у повітрі.

## Підвиди
Включає два підвиди:
- S. r. rufa (Linnaeus, 1766) — північний та східний Мадагаскар;
- S. r. occidentalis Delacour, 1931 — захід Мадагаскару.